# Њу Вошингтон (Охајо)
Њу Вошингтон (енгл. New Washington) град је у америчкој савезној држави Охајо.

## Демографија
По попису из 2010. године број становника је 967, што је 20 (-2,0%) становника мање него 2000. године.
| Група             | 2000.       | 2010.       |
| Белци             | 980 (99,3%) | 950 (98,2%) |
| Афроамериканци    | 0 (0,0%)    | 2 (0,2%)    |
| Азијати           | 4 (0,4%)    | 0 (0,0%)    |
| Хиспаноамериканци | 0 (0,0%)    | 10 (1,0%)   |
| Укупно            | 987         | 967         |